# Armata
Armata es una Plataforma de combate universal, rusa de tecnología avanzada para el diseño de una moderna generación de vehículos militares pesados. La plataforma «Armata» es la base del carro de combate principal del ejército ruso, el T-14 Armata, además, de una serie de vehículos de combate, uno para la infantería y un lanzacohetes pesado. También de una línea de vehículos de ingenieros militares, un vehículo blindado de recuperación, un vehículo pesado blindado de personal, un vehículo de soporte para carros de combate y otros diseños varios para sistemas de artillería autopropulsada bajo el mismo nombre clave, basados todos ellos en el mismo chasis. Otro propósito será el de base para la siguiente generación de sistemas de artillería, sistemas de defensa antiaérea y sistemas de defensa ABQ.

## Historia
El teniente general Yuri Kovalenko afirma que la plataforma «Armata» utilizará muchas de las características del prototipo T-95, de los cuales sólo unas pocas unidades fueran construidas. Los prototipos de pruebas están programados para entrar a evaluaciones de campo en el 2013, siendo para ello manufacturadas unas 3 unidades y con 10 meses de anticipación. El primer viceministro de Defensa, Alexander Sukhorukov dijo «El nuevo tanque está en desarrollo en la planta de materiales de la firma Uralvagonzavod en Omsk». Las primeras entregas del tanque a las Fuerzas Armadas de Rusia están programadas para el 2015. Un total de 2.300 MBT se esperan sean suministrados hasta 2020. El tanque tendrá una torreta no tripulada, controlado a distancia. Es digitalmente controlado por un miembro de la tripulación situado en un compartimiento separado. Se cree que esto conduciría finalmente al desarrollo de un tanque totalmente robótico.
Más recientemente, se ha informado por parte del portavoz de Rosoboronexport, Oleg Bochkariov; que la exportación del blindado no se haría sino hasta pasado el año 2020, según lo establecido por la ley federal rusa de venta de materiales de defensa, que aclara que sólo material con características rebajadas podrá ser exportado. Antes, dentro del marco de los ensayos previos a la parada militar en conmemoración del día de la victoria en Moscú, del 9 de mayo del 2015; una gran cantidad de prototipos del T-14 Armata han hecho parte de los mismos, además de haberse mostrado al público recientemente en unos ensayos tácticos en el campo de pruebas de Alabino. Varios de los vehículos en pruebas eran descritos como variantes del núcleo Armata, los cuales aparecieron con sus respectivas torretas cubiertas.

## Descripción
En la variante como en los otros modelos, el compartimiento de munición será independiente de la tripulación, lo que aumenta la seguridad en funcionamiento, y el motor será un diseño más sofisticado, aparte de que su potencia motora será mayor; y el blindaje, junto con el armamento principal y el diseño del sistema del autocargador serán mejorados. 
La designación del diseñador para el nombre de este tanque (o más concretamente la "posible denominación de la familia de grandes plataformas unificadas para el campo de batalla") será  en ruso: перспективный ряд тяжёлых унифицированных платформ поля боя y su traducción sería la de "Armata". Esta a su vez se deriva de la palabra en latín para "arma" (arma), la cual a su vez era una palabra del ruso antiguo para designar pistolas de épocas tempranas de la edad de la pólvora. Inevitablemente, esto fue transcrito erróneamente como "Armata" por los periodistas y medios especializados.
El arma puede perforar la cáscara armadura 1.024 mm (distancia 2000 m), la velocidad del proyectil de 1.900 m / s (2.000 m).
De acuerdo con informes preliminares, el nuevo tanque ha sido designado como "T-99", y será menos radical y ambicioso que el 'Obyiect 195', el muy célebre y fallido T-95; del cual se toman partes para su diseño; y cuyo peso es menor al del T-95, por lo tanto; será más ágil, aparte de que sería mucho más asequible inclusive que el T-90, en comparación con sus predecesores más ambiciosos. 
La industria rusa también está desarrollando la familia "Bumerang", como la "Kurganets-25", de vehículos, tanto con suspensión de tipo 8 × 8 como rodaje por orugas; los que irán reemplazando gradualmente al diseño más actual, el rechazado BTR-90. Además, el vehículo blindado se desplazará no sobre orugas y proporciona un muy alto grado de compatibilidad e integración de partes con el nuevo tanque "Armata". El "Kurganets-25" se desarrollará en varios modelos, e irá sustituyendo gradualmente a las series de vehículos BMP y la serie MT-LB, así como a otros tipos de chasis usados como plataformas blindadas montadas sobre orugas.

## Variantes
- T-14 Armata - Un carro de combate principal, desarrollado sobre la base de ésta plataforma,T-14 3 700 000 $[15]
- T-15 Armata - Un Vehículo de combate de infantería, desarrollado sobre la base de dicha plataforma,
- Kurganets-25 - Un Transporte blindado de personal, basado en el chasis de dicho blindado,
- Koalitsiya-SV - Un Obús autopropulsado basado en dicha plataforma.[2]